# 具象詩

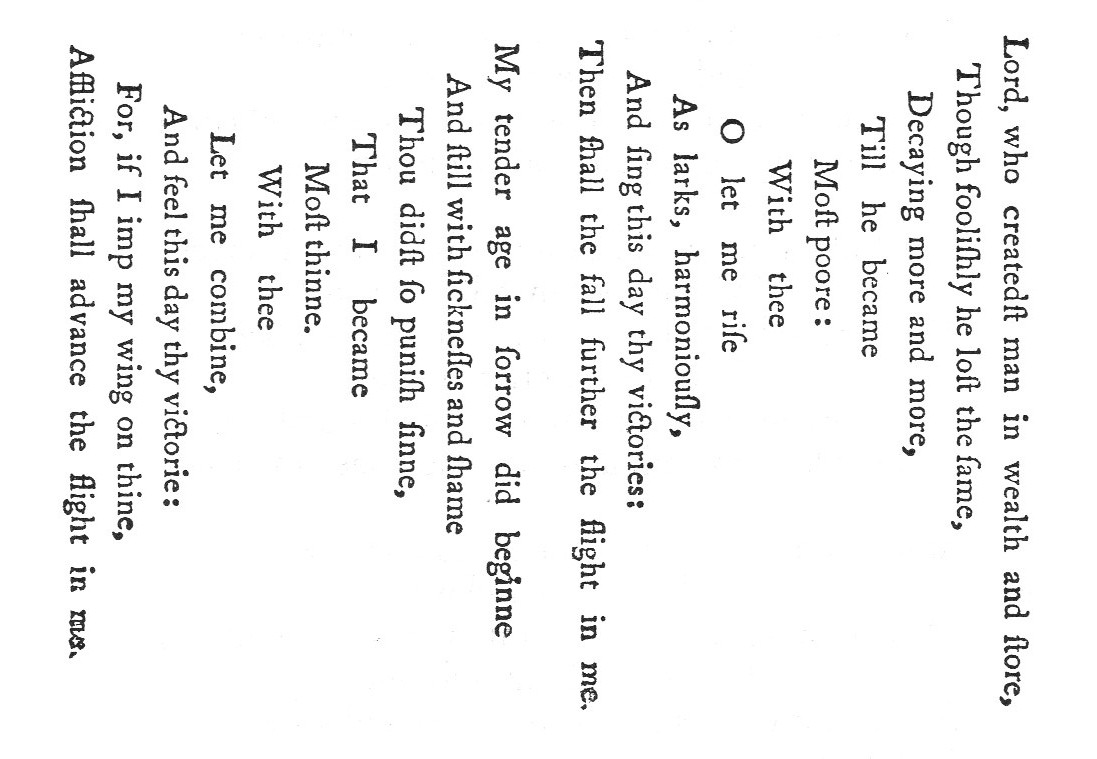
具象詩：喬治·赫伯特的詩作《復活節之翼》, 文字排版成張開的翅膀狀

具象詩（Concrete poetry），又名圖案有形詩，是將詩歌的文字排版作調整，令其具備圖象化的呈現方式，以表達詩的意境。
具象詩特別指1950和1960年代的圖案有形詩運動，自由地安排語言的元素，不一定是線性的句子結構，可由空間、圖畫和字形特徵以及字間感受，解讀作品意義。
和圖象詩相較，具象詩仍遵守傳統文字排版的字體及方向性，只是排列較不整齊而已；但圖象詩就已經跳脫傳統文字排版的字體及方向性，甚至使用藝術字體或手寫文字以達成特殊效果。

## 二戰前流變
雖然「具象詩」這個名稱近代才出現，但利用排版安插字母位置來增強詩意的做法已有長遠歷史。追溯到西元前2-3世紀，古希臘統治下的埃及亞歷山卓(Alexandria)地區早已甚為流行，但只有少數記載於《希臘詩選 (Greek Anthology)》中的文本還流傳下來。相關的範例如: 羅德斯的西米亞斯(Simias of Rhodes)的蛋、翅膀、帆船形詩，以及泰奧克里托斯(Theocritus)以樂器排簫為樣板的作品。
具象詩的早期復興起源於德國基德里希區，聖瓦倫丁朝聖教堂(St. Valentin, Kiedrich)中的浮雕––公理迴旋(Gerechtigkeitsspiral)。1510年木匠埃爾哈特·福爾克納(Erhart Falckener)於螺旋的形式將內文雕刻於其中一排教堂椅的椅背前方。
但圖像詩真正的全盛時期是在巴洛克時代，引述英國詩人傑洛米·艾德勒(Jeremy Adler)的話:「(詩人們)擺脫了詩體過去差不多被制約的樣式，將詩文書寫從創作偶然性轉變為構思的必須面向......進而產出詩以及視覺藝術的結合體。」在此之前也有希伯來詩人的顯微書法作為先例，將聖經內文以小字排成其所描述對象的樣貌。這讓猶太人在為自然事物打造形象之餘，也避免直接觸犯「打造神像」這條被視為偶像崇拜的戒律。顯微書法現在仍為各藝術家所用，主題不再侷限於宗教，伊斯蘭圖象詩中的阿拉伯詩文也是使用這項技藝。
早期英文宗教具象詩範例包含喬治·赫伯特(George Hubert)1633年在詩集《廟宇 (The temple)》中的〈復活節之翼 (Easter Wings)〉、〈祭壇 (The Altar)〉兩首，以及羅伯特·赫里克(Robert Herrick)1647年收錄於《聖人們 (Noble Numbers)》中，十字形排列的〈這桿船桅 (This Crosstree Here)〉。民間藝術的範例包含弗朗索瓦·拉伯雷(François Rabelais)與查爾斯-法蘭西斯·潘納德(Charles-François Panard)以紅酒桶為樣本書寫飲酒主題、1844年弗蘭策·普列舍仁的《祝酒辭》中第七段，現為斯洛維尼亞國歌的〈乾杯 (A Toast)〉原稿是酒杯型、而1865年路易斯·卡洛爾(Lewis Carroll)在《愛麗絲夢遊仙境》第三章中也以尾巴(tail)與故事(tale)雙關為名創作具象詩〈老鼠的故事 (The Mouse's Tale)〉一首。
20世紀初，具象詩迎來了下一波復興，法國詩人紀堯姆·阿波里奈爾(Guillaume Apollinaire)在1918年創作《圖像詩 (Calligrammes)》時，以領帶、噴泉、窗上滑落的雨滴為外型等……排版為詩文的外型。同個世代的前衛派，如未來主義、達達主義、超現實主義、也正進行著各式實驗性排版，將其原本輔助抒發文意的功能搖身一變，成為作品藝術性的主要考量。在有聲詩方面，未來主義領頭羊，義大利作家菲利波·托馬索·馬里內蒂(Filippo Tommaso Marinetti)透過排版來將給予1912年的作品〈Zang Tumb Tumb〉圖像式的意義，奧地利藝術家拉烏爾·豪斯曼(Raoul Hausmann)則提到排版能讓讀者辨識出摻入作品〈音素 (Phonemes)〉中的各類聲音。在「具象詩 (Concrete Poem)」這個名稱為現代大眾所接受、使用之前，俄國未來主義詩人瓦西里·卡門斯基(Vasily Kamensky)將1914年出版的詩集《與母牛探戈 (Tango With Cows: Ferro-Concrete Poems)》(原文:Танго С Коровами: Железобетонные Поэмы)中的排版樣式命名為「鋼筋水泥體 (Ferro-Concrete Poem)」(原文: zhelezobetonnye poemy)。
有些人進一步將「詩」的定義簡化為「字母表排列」。1926年，法國作家路易斯·阿拉貢(Louis Aragon)將字母由A排列至Z後將其命名為〈自盡 (Suicides)〉；德國藝術家柯特·施威特斯(Kurt Schwitters)的〈ZA(elementary)〉則是相反地從Z排列回A。更甚者如加泰隆尼亞作家約瑟·馬力雅·優尼(Josep Maria Junoy)，將兩個字母Z與A置於頁首以及頁尾，並引用古羅馬詩人賀瑞斯(Horace)，將其命名為《詩藝 (Art of Peotry)》(原文: Ars Poetica)。

## 二戰後
1950年代初期，兩組創作抽象，非人主題的巴西藝術家團體加入了來自聖保羅雜誌《Noigandres》的詩人們，他們開始用抽象的方式來對待語言、文字。在1956/57兩年舉辦的國家具象藝術展(National Exhibition of Concrete Art)後，他們(與其他參展詩人)的詩作便被人們稱呼為「具象詩 (Concrete Poem)」。最初參展的詩人包含德西歐·皮尼亞塔里(Décio Pignatari)與奧古斯托·德·坎波斯(Augusto de Campos)、阿羅多·德·坎波斯(Haroldo de Campos)兩兄弟，在展期間又加入了費利拉·古拉爾(Ferreira Gullar)、羅納多·阿澤雷多(Ronaldo Azeredo)、以及來自里約熱內盧的瓦拉迪米爾·迪亞斯·皮諾(Wlademir Dias Pino)。1958年，發布了一份巴西具象詩宣言，並在1962年出版了詩集。
具象詩人唐·錫維斯特·豪爾達(Dom Sylvester Houédard)說，1962年葡萄牙詩人E·M·德·美羅·伊·卡斯特羅(E.M. de Melo e Castro)刊登於《泰晤士報文學增刊 (The Times Literary Supplement)》上的一則作品讓整個英國文壇開始注意到具象詩的創作可能性。受影響的作家除了他還有伊恩·漢密爾頓·芬利(Ian Hamilton Finlay)及埃德溫·摩根(Edwin Morgan)。但更早之前，歐洲其他作家就開始創作此類作品。1954年瑞典詩人、視覺藝術家厄文德·法赫斯特倫(Öyvind Fahlströmru)就已經出版〈具象詩之構想 (Conceiving of Concrete Poetry)〉(原文:Hätila Ragulpr på Fåtskliaben)這份宣言，同年德國的尤金·哥姆林傑(Eugen Gomringer)也出版了《從行詩到星座 (From Line to Constellation)》(原文: Vom Vers Zur Konstellation)，內文表示與其靠著內文說明，更應該要「從自身開始反映現實 (a reality in itself)」，且應該如機場或是交通號誌般容易理解("as easily to understood as signs in airports and traffic signs")。豪爾達承認他難以定義這風格，因為「印刷後的具象詩，無論是為了配合排版而寫出的詩(Typographic-poetry)或是充滿詩意的排版(Poetic-typography)都十分抽象。」 另一項定義上的難點在於具象詩的藝術性與音樂、雕塑都能有關聯。而且可能再被定義為有聲詩(sound poetry，結合音樂與文學，注重語音層面更勝句法、詞彙層面，代表作品如上方提到的〈音素〉)、尋字詩(found poetry，從一篇文章中挑選詞彙拼湊為詩)、打字機藝術(typewriter art，用打字機創作的畫)。
法國詩人、音樂家亨利·蕭邦(Henri Chopin)作品以音樂創作的方式處理文字，德國動態藝術家凱內爾姆·考克斯(Kenelm Cox)則是注重作品的線性和視覺上的連續性，尤其是變換的過程。伊恩·漢密爾頓·芬利的具象詩最初是以書面出版品的形式與世人見面，接下來橫跨象限成為3D雕塑，最後變場域限定藝術，成為他在蘇格蘭的雕刻花園，小斯巴達(Little Sparta)中的一部分。英國有聲詩人鮑伯·科賓(Bob Cobbing)，自1942年起便以打字機與影印機進行著實驗性創作，試著將虛的聲音與實體物件做出連結，他說:「打字機的精確升降能創作出詩的節奏，但透過影印機與鏤空模板的堆疊才能使人隨之起舞。」豪爾達的作品全然不同，雖然也使用打字機創作，但更具備繪畫性，其步驟也更像是雕刻。美國極簡主義藝術家卡爾·安德烈(Carl Andre)自從1958年也加入具象詩，開始他藝術風格的轉變，義大利作家艾德亞諾·斯巴托拉(Adriano Spatola)使用多項視覺上的技巧將語言在他1965年的作品《Zeroglifico》內碎片化。
摩根在具象詩的實驗性作品含括好幾個作品的層面，如:尋詞詩的「找字」以及印刷的排版技巧。他提到:「許多讀者都有在快速掃描報紙、汲取消息後卻和原意天差地別的經驗。有鑑於此，我開始在詩中藏入訊息，尤其是那些有視覺與排版要素的節點。」另一位英國視覺藝術家湯姆·菲利普斯(Tom Phillips)的畢生心血《A Humument》中(從1966年開始，至2016年出至第六版，每一版至少新增50頁)，利用詞語索引配合色彩、繪畫裝飾，巧妙地將詩意藏進書頁中。
儘管有著模糊的藝術關係，具象詩在過去2000多年來仍被視為以視覺性為主，讓讀者注意到頁面、文字間的空隙，與這些空白處所要傳達的重要性。近年來，此項思考點也讓義大利詩人、文學家馬力歐·佩特魯奇(Mario Petrucci)認為具象詩中那些「極端特例」可以被放進「空間形式(Spacial Form)」這個更大的閱讀概念中。光是透過觀察便能劃分大部分的詩與散文了，而所謂「空間形式」的閱讀、欣賞更是將許多視覺藝術的隱藏重點包含在內。舉例來說: 字體、重複詞彙的紋理、以及其他由整體詩文外觀所散發出來，更明顯的視覺訊號。

## 相關
- ASCII藝術
- 視覺詩
- 圖象詩
- 寶塔詩
- 具象音樂